# شاين جينينغز
شاين جينينغز (بالإنجليزية: Shane Jennings)‏ هو لاعب اتحاد الرغبي أيرلندي، ولد في 8 يوليو 1981 في دبلن في جمهورية أيرلندا.

## وصلات خارجية
- شاين جينينغز على موقع دوري الرغبي الممتاز (الإنجليزية)
- شاين جينينغز عل موقع إسبنسكروم (الإنجليزية)
- شاين جينينغز على موقع ItsRugby.co.uk (الإنجليزية)